# دی‌پیکولینیک اسید
```
دی‌پیکولینیک اسید
 (به انگلیسی: Dipicolinic acid) یک 
ترکیب شیمیایی
 با 
فرمول شیمیایی
 C
7
H
5
NO
4
 است. این ترکیب دارای شناسه پاب‌کم ۱۰۳۶۷ و جرم مولی ۱۶۷٫۱۱۸۹ گرم بر مول می‌باشد. دی‌پیکولینیک اسید در ساختمان 
هاگ
 یا اسپور باکتری‌ها حضور داشته و به همراه 
کلسیم
 در ساختار قسمت کورتکس نقش دارد.
[
۲
]
```